# 考切羅 (博卡斯德爾托羅區)
考切羅（西班牙語：Cauchero），是巴拿馬的城鎮，位於該國西北部，由博卡斯德爾托羅省的博卡斯德爾托羅區負責管轄，面積140.6平方公里，2010年人口2,424，人口密度每平方公里17.2人。